# Orde van de Haan en de Hond

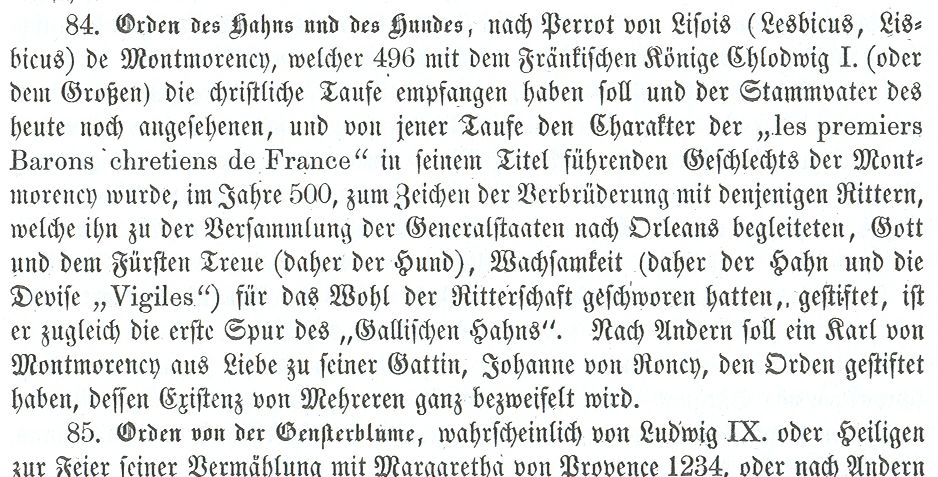
Passage uit Ackermann's "Ordenbuch" (1855) met betrekking tot de Orde van de Haan en de Hond

De Orde van de Haan en de Hond werd volgens een door Aristide Michel Perrot neergeschreven legende in het jaar 500 door Lisbicus of Lisois de Montmorency, stamvader van dit geslacht van "Eerste baronnen van Frankrijk" gesticht als teken van de verbroedering van de ridders die in dat jaar de Staten-Generaal in Orléans bezochten, hoewel deze Staten Generaal pas circa 800 jaar later voor het eerst bijeenkwamen.
De hond symboliseerde hun trouw aan de koning en de haan hun niet aflatende waakzaamheid. Dit gebruik van een haan als symbool zou de oorsprong zijn van de ook nu nog allegorisch gebruikte "Gallische haan" die een van de nationale symbolen van Frankrijk is.
Het motto van deze ridderorde zou "VIGILES" (Latijn: "waakzaam") zijn geweest.
Volgens andere bronnen was de stichter Charles de Montmorency en werd de Orde ter gelegenheid van zijn huwelijk met Jeanne de Roncy ingesteld. Weer andere bronnen verwijzen deze orde in het geheel naar het land der fabelen.
Ackermann vermeldt de orde als een van de historische orden van Frankrijk.